# Jasrana
Jasrana è una suddivisione dell'India, classificata come nagar panchayat, di 9.279 abitanti, situata nel distretto di Firozabad, nello stato federato dell'Uttar Pradesh. In base al numero di abitanti la città rientra nella classe V (da 5.000 a 9.999 persone).

## Geografia fisica
La città è situata a 27° 15' 0 N e 78° 40' 60 E e ha un'altitudine di 168 m s.l.m..

## Società

### Evoluzione demografica
Al censimento del 2001 la popolazione di Jasrana assommava a 9.279 persone, delle quali 4.917 maschi e 4.362 femmine. I bambini di età inferiore o uguale ai sei anni assommavano a 1.495, dei quali 792 maschi e 703 femmine. Infine, coloro che erano in grado di saper almeno leggere e scrivere erano 6.193, dei quali 3.627 maschi e 2.566 femmine.